# Xianbei
Els xianbei (/ʃjɛnˈbeɪ/; xinès simplificat: 鲜卑; xinès tradicional: 鮮卑; pinyin: Xiānbēi) eren un antic poble nòmada que antigament residia a les estepes de l'est d'Euràsia, en el que avui dia és Mongòlia, Mongòlia Interior i el nord-est de la Xina. Inicialment, van ser una confederació multiètnica amb influències mongoles i turcmanes.

## Història
Apareixen per primer cop al segle i, quan els xinesos els van utilitzar contra els xiongnu, als que els atacs van deixar força debilitats. El 93 el nou chan-yu dels xiongnu, imposat pels xinesos tres anys abans, es va revoltar contra la Xina, i els xinesos van instigar altra vegada els xianbei contra els rebels; aquesta vegada la victòria dels xianbei fou completa i els xiongnu ja no es van refer mai del tot.
El 109 els xiongnu septentrionals van tornar a la càrrega contra Xina i van atacar-ne posicions frontereres; el governador xinès de Leao-tong (o Leaotong), el general Keng Kuei, va cridar altra volta els xianbei a ajudar-lo. Els Xianbei sota Qizhijian van assaltar el territori Han quatre vegades del 121 al 138. El 145, els xianbei van assaltar el comandament Dai.
El 155 els xiongnu septentrionals foren finalment sotmesos pels xianbei; aquests estaven dirigits per un cap que els xinesos anomenaven Tan-xe-huai. Després de derrotar els xiongnu van arribar fins a la Mongòlia occidental, fins al territori dels wu-suen (el Balkhadj), encara que probablement això foren només incursions i el seu domini es va aturar al Bogdokan. El cap xianbei reprengué les antigues aspiracions xiongnu sobre la Xina. El 156 va atacar la província xinesa de Leao-tong però fou rebutjat; llavors va atacar als xiongnu meridionals, vassalls xinesos, i es va entendre amb ells i junts van fer un atac a la zona fronterera de la Xina al Shansi i al Kansu, però es van haver de retirar a l'arribada d'un exèrcit xinès.
Més tard, el 177, els xianbei van tornar a atacar, aquesta vegada al Leao-si, és a dir a la província a l'oest del riu Leao-ho, al sud-oest de Manxúria, però foren altra vegada rebutjats pel general Txao Pao.
Al començament segle iii sota la pressió dels xianbei, els xiongnu meridionals, vassalls xinesos, es van establir a l'estepa d'Ordos fins al riu Groc i a l'Alashan. Segons el Llibre del Han Tardà, "la llengua i la cultura dels xianbei són els mateixos que els dels wuhuan".
El 220 enmig de la guerra civil va desaparèixer a la Xina la dinastia Han però en aquell moment les diverses hordes, i entre elles els xianbei (també els xiongnu meridionals, xiongnu septentrionals, i wuhuan) estaven totes prou debilitades per intentar res seriós cap al sud, però més endavant els sien-pei, dels que en depenien els xiongnu, van aprofitar els canvis per atacar la frontera del Kansu per la part de Leang-Txeu, on foren rebutjats pel general Ma Long el 279.
En aquesta època un clan dels xianbei, els mujong, va crear un regne propi al Leao-tong i al Leao-si al sud-oest de la moderna Manxúria.